# Rhodopentas bussei
Rhodopentas bussei är en måreväxtart som först beskrevs av Kurt Krause, och fick sitt nu gällande namn av Jesper Kårehed och Birgitta Bremer. Rhodopentas bussei ingår i släktet Rhodopentas och familjen måreväxter. Inga underarter finns listade i Catalogue of Life.